# Unione degli Atei e degli Agnostici Razionalisti
L'Unione degli Atei e degli Agnostici Razionalisti (UAAR) è un'associazione filosofica non confessionale italiana di promozione sociale, nata informalmente il 19 ottobre 1987 ma costituitasi legalmente il 18 marzo 1991, che al 2018 dichiara 3 416 associati.
Nel proprio statuto si definisce indipendente da qualsiasi forza politica e dichiara di avere come scopo il raggiungimento dell'effettiva laicità della Repubblica italiana –  considerata ancora carente – e la diffusione delle idee atee e agnostiche. Essa analogamente e talora di concerto con associazioni affini intende rappresentare gli interessi civili e le istanze culturali di quella parte della società italiana che non si identifica in alcuna religione.
L'UAAR è membro e rappresentante italiana della Federazione umanista europea (EHF), l'unione delle associazioni laico-umaniste europee con sede a Bruxelles e dell'Unione Internazionale Etico-Umanistica (IHEU), con sede a Londra. La sede legale dell'UAAR è attiva dal 18 aprile 2009 e si trova a Roma, mentre a livello locale è presente in oltre 50 tra circoli e rappresentanze provinciali in tutte le 20 regioni.
Sin dalla costituzione di fatto avvenuta nel 1987 promuove dibattiti, manifestazioni, convegni, eventi e altre iniziative principalmente tendenti a promuovere in ogni sede la non confessionalità dello Stato e delle sue istituzioni. Per quanto riguarda l'Italia persegue la completa attuazione del «principio supremo della laicità dello Stato», lottando contro le discriminazioni verso atei e agnostici, richiedendo l'abolizione di ogni privilegio accordato alla religione cattolica nella società e nella scuola in particolare e adoperandosi per il superamento dell'art. 7 della Costituzione (che recepì il Concordato del 1929, poi ridiscusso nel 1984, fra Stato italiano e Santa Sede).

## Scopi statutari
Gli scopi generali dell'UAAR sono:
1. Tutelare i diritti civili degli atei e degli agnostici, a livello nazionale e locale, opponendosi a ogni tipo di discriminazione, giuridica e di fatto, nei loro confronti, attraverso iniziative legali e campagne di sensibilizzazione.
2. Contribuire all'affermazione concreta del supremo principio costituzionale della laicità dello Stato, delle scuole pubbliche e delle istituzioni, e ottenere il riconoscimento della piena uguaglianza di fronte alla legge di tutti i cittadini indipendentemente dalle loro convinzioni filosofiche e religiose. In particolare, pretendere l'abolizione di ogni privilegio accordato, di diritto o di fatto, a qualsiasi religione, in virtù dell'uguaglianza di fronte alla legge di religioni e associazioni filosofiche non confessionali.
3. Affermare, nel quadro di una concezione laica, razionale e areligiosa dell'esistenza, il diritto dei soggetti a compiere in autonomia le scelte relative alla sessualità e alla riproduzione, comprese quelle sulla interruzione volontaria della gravidanza; a stringere unioni familiari legalmente riconosciute, senza distinzioni di sesso, e a recedere dalle stesse; a determinarsi liberamente sulla propria fine vita; sostenere la libertà della ricerca scientifica, filosofica e artistica; operare perché tali diritti e libertà trovino piena sanzione ed effettiva garanzia.
4. Promuovere la valorizzazione sociale e culturale delle concezioni del mondo razionali e non religiose, con particolare riguardo alle filosofie atee e agnostiche.

## Presidenti onorari

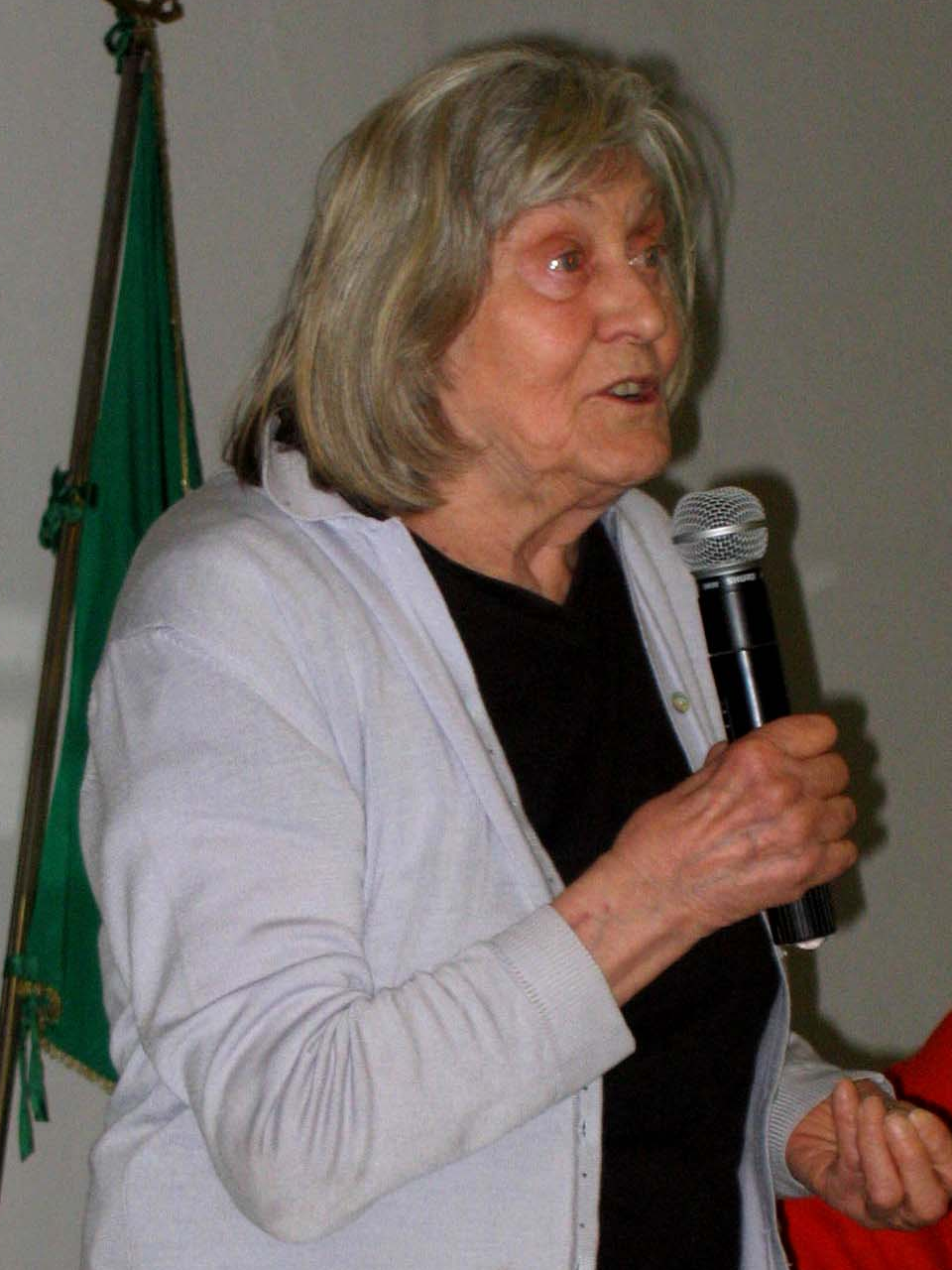
Margherita Hack durante una conferenza organizzata dall'UAAR, 30 marzo 2007.

Nel IV congresso nazionale del 2001 fu istituito il comitato di presidenza dell'UAAR, organismo consultivo senza facoltà di voto composto da personalità di chiara fama, nominate dal comitato di coordinamento, l'organo direttivo nazionale. Dopo l'VIII congresso nazionale (Rimini, 3-4 novembre 2007) l'organismo ha cambiato nome, e adesso i suoi membri vengono chiamati semplicemente presidenti onorari.
Essi sono:
- Laura Balbo
- Carlo Flamigni, deceduto
- Margherita Hack, deceduta
- Danilo Mainardi, deceduto
- Piergiorgio Odifreddi
- Pietro Omodeo, deceduto
- Floriano Papi, deceduto
- Valerio Pocar
- Sergio Staino, deceduto
- Emilio Rosini, deceduto

## Attività congressuale dell'UAAR

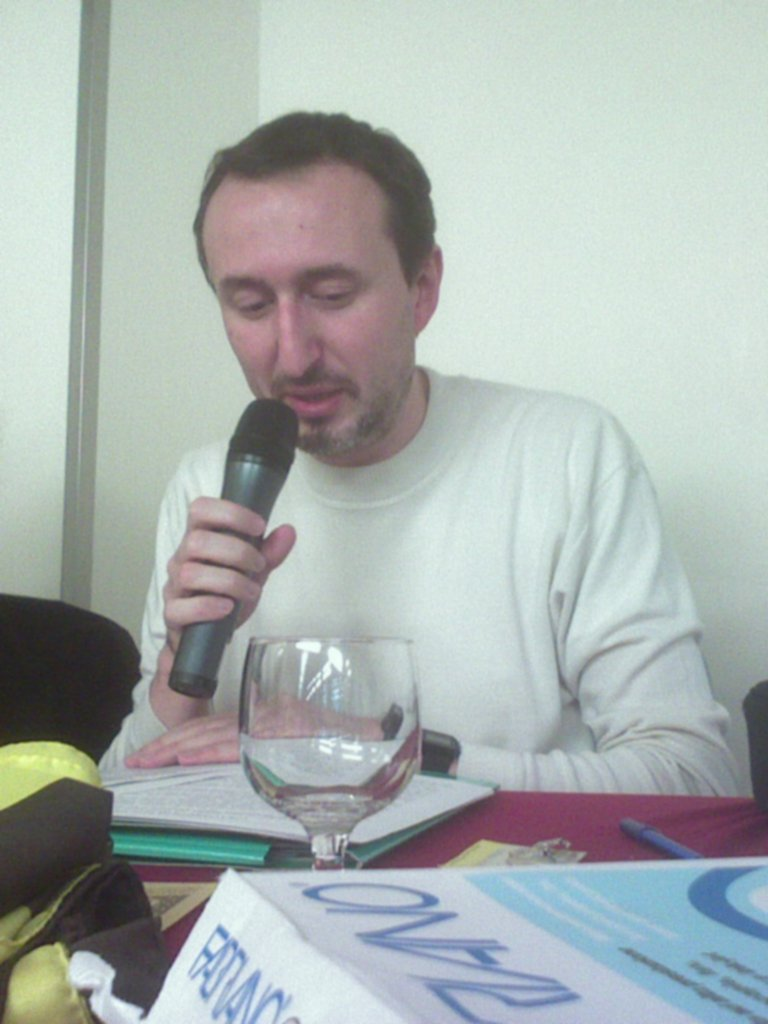
Raffaele Carcano, segretario UAAR fino al 2016

Tutti gli organi dell'UAAR sono elettivi. In particolare il suo comitato di coordinamento nazionale viene eletto durante il congresso nazionale, di norma avente cadenza triennale. Al 2016 l'UAAR ha organizzato undici congressi, due dei quali, il quinto (2002, Firenze) per modifiche formali allo statuto e il settimo (2 luglio 2006, Bologna) per modifiche sostanziali allo stesso al fine di soddisfare i requisiti per diventare Associazione di Promozione Sociale.

Il primo e il secondo congresso, tenutisi nel 1992 a Venezia e nel 1995 a Bologna, ebbero carattere preminentemente organizzativo. Dal terzo congresso, tenutosi a Trento nel 1998, si iniziò a discutere più profondamente sulle linee-guida dell'associazione, operazione che proseguì nel corso del quarto congresso (Firenze, 2001), nel quale furono stabilite le Tesi programmatiche dell'UAAR. Esse definiscono gli scopi, le modalità d'azione e d'intervento nella vita pubblica del Paese, le relazioni con altre forze sociali quali associazioni affini, collaterali e partiti politici, il confronto con temi sociali interessanti anche se non direttamente inerenti all'attività dell'associazione (per esempio il pacifismo). Tutti temi ripresi e sviluppati poi nel corso del congresso di Firenze del 2004, che hanno messo per la prima volta l'associazione di fronte a una vastissima pluralità di posizioni, dovute al considerevole incremento delle associazioni.

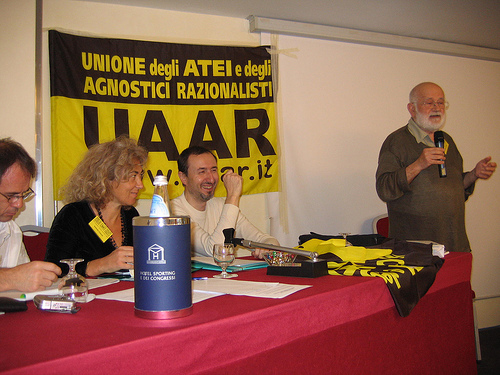
Un'immagine del congresso di Rimini: in piedi il segretario uscente Giorgio Villella.

L'VIII congresso, svoltosi a Rimini il 3 e 4 novembre 2007, oltre a rinnovare le cariche direttive dell'associazione, inclusa la segreteria nazionale, ha riguardato un'ulteriore revisione delle Tesi: fermo restando la posizione associativa di abolizionismo dell'insegnamento della religione cattolica (IRC) e dell'Otto per mille, le discussioni più rilevanti dal punto di vista programmatico hanno riguardato possibili alternative a queste due posizioni quali l'opportunità di richiedere un insegnamento di teorie agnostiche e atee in parallelo e con le stesse modalità di finanziamento dell'IRC; per quanto riguarda l'Otto per mille, si è discusso sull'eventualità di adoperarsi per cercare di ottenere l'istituzione di una "tassa di religione" sul modello tedesco, su base totalmente volontaria e che non impegni i contribuenti che non vogliono destinare parte delle proprie tasse ad alcuna confessione religiosa. Dal voto è uscito un comitato di coordinamento con a capo Raffaele Carcano (Magenta, 1966), segretario dell'associazione, succeduto a Giorgio Villella che aveva ricoperto l'incarico di segretario dal 1999 al suddetto congresso.
Il IX congresso, svoltosi a Varese il 31 ottobre e 1º novembre 2010, ha visto una sostanziale conferma del Comitato di Coordinamento uscente, alcune modifiche statutarie e la sostituzione del logo associativo. L'idea originale del nuovo logo è del socio Attilio Valier, ex coordinatore del circolo di Venezia, la versione finale è una delle rielaborazioni proposte dal grafico inglese Cedric Sagne. Le lettere U e A poste una sull'altra simboleggiano l'umanismo, concetto alla base anche del logo Happy Human adottato da varie associazioni e federazioni umaniste e ribadisce come le donne e gli uomini siano la sede dei diritti in una società moderna e laica, e che la realizzazione delle loro aspirazioni dipenda da essi.
Il congresso 2013 ha riconfermato Carcano alla guida e ha profondamente ristrutturato le Tesi, ora suddivise in Manifesto d'intenti, Obiettivi e Dichiarazioni. Gli scopi sociali sono stati aggiornati, esplicitando l'impegno di “affermare, nel quadro di una concezione laica, razionale e areligiosa dell'esistenza, il diritto dei soggetti a compiere in autonomia le scelte relative alla sessualità e alla riproduzione, comprese quelle sulla interruzione volontaria della gravidanza; a stringere unioni familiari legalmente riconosciute, senza distinzioni di sesso, e a recedere dalle stesse; a determinarsi liberamente sulla propria fine vita; sostenere la libertà della ricerca scientifica, filosofica e artistica; operare perché tali diritti e libertà trovino piena sanzione ed effettiva garanzia”.
Il congresso di Parma del 2016, undicesimo della storia dell'UAAR, ha eletto alla guida dell'associazione il cagliaritano Stefano Incani, candidatosi con una lista di undici nomi per il Comitato di Coordinamento tra cui molti già militanti in Comitati precedenti, segno della continuità con la precedente amministrazione. Il segretario uscente Carcano non si era ricandidato. Ai coordinatori di circolo è stata riconosciuta la rappresentanza legale limitatamente all'ambito dello stesso circolo. Tra i valori dell'UAAR sono stati aggiunti l'autodeterminazione e il metodo scientifico, mentre tra gli obiettivi ha fatto il suo ingresso la gestazione per altri (GPA).
Il dodicesimo congresso si è svolto a Rimini nel 2019. Fra le tre liste presentate da altrettanti candidati al ruolo di segretario i delegati hanno eletto quella guidata da Roberto Grendene, di Casalecchio di Reno (BO), nella quale erano presenti alcuni esponenti dell'organo dirigente uscente tra i quali lo stesso Grendene. Tale congresso ha deliberato una serie di modifiche necessarie per adeguare lo statuto a quanto disposto dal nuovo Codice del Terzo Settore e ha introdotto alcuni ritocchi e novità anche tra gli obiettivi dell'associazione, per esempio per quanto riguarda la cultura scientifica.
Il tredicesimo congresso ha avuto luogo ad Abano Terme nel 2022. Si è presentata una sola lista a sostegno del candidato segretario Roberto Grendene, che è stato di conseguenza confermato nel suo incarico.
- I Congresso – Venezia, 6 dicembre 1992
- II Congresso – Bologna, 26 novembre 1995
- III Congresso – Trento, 17 maggio 1998
- IV Congresso – Firenze, 17 - 18 novembre 2001
- V Congresso – Firenze, 14 luglio 2002
- VI Congresso – Firenze, 20 - 21 novembre 2004
- VII Congresso – Bologna, 2 luglio 2006
- VIII Congresso – Rimini, 3 - 4 novembre 2007
- IX Congresso – Varese, 31 ottobre - 1º novembre 2010
- X Congresso – Roma, 2 - 3 novembre 2013
- XI Congresso – Parma, 27 - 28 marzo 2016
- XII Congresso – Rimini, 11 - 12 maggio 2019
- XIII Congresso – Abano Terme, 9 - 10 aprile 2022

## Audizioni parlamentari e rapporti con le istituzioni
Per quanto riguarda i vari progetti di legge sulla libertà religiosa che sono stati presi in esame dal Parlamento in diverse legislature è da ricordare che l'UAAR, nella persona del proprio segretario Giorgio Villella, fu convocata in audizione dinanzi alla Commissione per gli Affari Sociali della Camera dei deputati nel corso della XIV Legislatura (22 ottobre 2002) e, più recentemente, l'11 gennaio 2007, nel corso della XV Legislatura. L'intervento dell'UAAR in entrambi i casi ha riguardato, tra l'altro, la richiesta di riconoscimento di pari diritti e dignità tra credenti e non credenti, e la parità di trattamento economico tra l'ora di religione cattolica (attualmente impartita nelle scuole statali a carico di tutta la collettività) e le ore di insegnamento alternativo (a carico del singolo istituto scolastico). Infine, sempre sullo stesso argomento, il 16 luglio 2007 l'UAAR è stata invitata a esprimere il suo parere e in quella sede l'associazione ha ribadito il suo invito al Parlamento a discutere e deliberare un atto che garantisca equamente il diritto di ciascuno a professare la propria religione così come quello di atei e agnostici di non praticarne alcuna, senza alcuna differenza di status e senza assegnazione di diritti e privilegi connessi con l'appartenenza a qualsivoglia gruppo religioso.
Nel corso della XIII Legislatura, inoltre, l'UAAR fu convocata presso la citata Commissione per gli Affari Sociali in occasione della discussione (22 giugno 2000) di un progetto di legge sulla cremazione.
Negli ultimi anni l'UAAR si è proposta come interlocutore a vari livelli presso le istituzioni. Nel 2004 il circolo di Roma dell'associazione fu tra i firmatari del protocollo istitutivo della "Consulta per la Libertà di Pensiero e la Laicità delle Istituzioni" presso il Comune di Roma e, dal 2005 il circolo territoriale di Torino ha aderito alla neonata "Consulta Torinese per la Laicità delle Istituzioni", patrocinata dal comune sabaudo.
Il 4 luglio 2007 una delegazione della Federazione umanista europea (di cui l'UAAR ha avuto la vicepresidenza nelle vesti di Julien Houben) è stata ricevuta dall'ex presidente del Parlamento europeo Hans-Gert Pöttering; l'incontro si è reso necessario al fine di ribadire il carattere laico delle istituzioni europee e un maggiore dialogo e rispetto tra credenti e non credenti.
Il 26 settembre 2014 il segretario Uaar Raffaele Carcano ha partecipato a un incontro presso il ministero degli Esteri con il sottosegretario Benedetto Della Vedova in occasione della presidenza di turno italiana dell'Unione Europea.

## Battaglie legali avviate dall'UAAR

### Sbattezzo
Nel 1995 l'UAAR ha intrapreso un'iniziativa volta alla cancellazione dell'atto di battesimo considerando incostituzionale che i genitori possano “arruolare” in una confessione religiosa i propri figli quando essi sono ancora in fasce. Sia il Garante della Privacy sia il Tribunale di Padova hanno però stabilito che il battesimo, essendo un evento “storico” effettivamente avvenuto, non può essere cancellato. Da queste sentenze l'UAAR si è volta al riconoscimento legale della volontà di non essere più considerati cattolici, iniziativa che nel 1999 ha avuto parziale successo nell'utilizzare la normativa sulla privacy per tale scopo

### Crocifisso
L'UAAR ha promosso numerose azioni legali contro la presenza del crocifisso negli edifici pubblici. La più nota è quella avviata da Soile Lautsi, socia dell'Unione, che è arrivata fino alla Corte Europea dei Diritti dell’Uomo di Strasburgo il 3 novembre 2009. Tale sentenza è stata poi ribaltata in 2º grado il 18 marzo 2011, quando la Grand Chambre, con 15 voti a favore e due contrari, ha assolto l'Italia accettando la tesi in base alla quale non sussistono elementi che provino l'eventuale influenza sugli alunni dell'esposizione del crocifisso nelle aule scolastiche. L'UAAR ha sostenuto anche il ricorso del prof. Franco Coppoli, che nel 2008 si è rifiutato di tenere lezione in presenza del crocifisso, e che per questo motivo è stato sospeso per un mese.. La vicenda ha visto un'importante vittoria legale dell'associazione con la sentenza 24414 del 9 settembre 2021 delle Sezioni Unite della Corte suprema di cassazione, con cui è stato dichiarato che «L’esposizione autoritativa del crocifisso nelle aule scolastiche non è compatibile con il principio supremo di laicità dello Stato. L’obbligo di esporre il crocifisso è espressione di una scelta confessionale. La religione cattolica costituiva un fattore di unità della nazione per il fascismo; ma nella democrazia costituzionale l’identificazione dello Stato con una religione non è più consentita.»

### Ora di religione
Nel 2009 un ricorso contro i crediti scolastici e le prerogative dell'insegnante di religione, presentato insieme ad altre associazioni laiche e alcune confessioni religiose di minoranza, è stato accolto in prima istanza dal TAR del Lazio ma respinto in appello dal Consiglio di Stato. In seguito a un'azione legale sostenuta dall'associazione il Tribunale di Padova ha riconosciuto, nel 2010, il diritto di ogni studente che lo chiede di vedere attivato un insegnamento alternativo all'ora di religione.

### Intesa con lo Stato
Dal 1996 l'UAAR chiede un'Intesa con lo Stato, sulla falsariga di quelle concluse con le confessioni religiose ai sensi dell'articolo 8 della Costituzione. L'associazione ritiene infatti che “il sistema di intese attribuisce alle confessioni religiose stipulanti vantaggi concreti che le pongono in posizione di forza rispetto agli atei: poiché ogni propaganda religiosa è inevitabilmente antiateistica, come la propaganda ateistica è antireligiosa, con le intese sono state attribuite alle confessioni stipulanti mezzi sostanziosi di condizionamento antiateistico. […] Poiché diamo risposte diverse alle stesse domande, vogliamo avere gli stessi diritti”.
L'iniziativa è già passata per numerosi passaggi giuridici: nel 2014 è stata respinta dal TAR del Lazio, ma l'Unione ha già preannunciato ricorso.

### Pluralismo radiotelevisivo
Nel 2004 il TAR del Lazio ha respinto un ricorso dell'UAAR contro le condizioni di favore riservate dalla RAI alla Chiesa cattolica. Nel 2014 l'Agcom ha respinto un nuovo ricorso, che chiedeva un riequilibro dello spazio dedicato dalla RAI alla religione.

### Altre iniziative legali
L'UAAR fornisce assistenza agli utenti delle scuole italiane, quando queste organizzano messe o altri atti di culto in orario di lezione, inviando diffide che in genere ottengono successo. Nel 2010 il Consiglio di Stato ha respinto la richiesta dell'UAAR di non fare effettuare una visita pastorale del vescovo di Padova Mattiazzo in una scuola pubblica in quanto ritenuta “culturale”. Nel 2011 il Tar della Campania ha dato ragione all'Unione, stabilendo che le condizioni previste dal Comune di Torre del Greco per l'assegnazione di un “premio di maritaggio” erano discriminatorie, in quanto riservato alle sole spose cattoliche.

## Campagne organizzate dall'UAAR

### Sbattezzo
Il 25 ottobre 2008, giorno del cinquantesimo anniversario della sentenza della Corte d'appello di Firenze con la quale il vescovo di Prato venne assolto dall'accusa di avere denigrato pubblicamente due giovani sposatisi civilmente in quanto "sudditi della Chiesa, poiché battezzati", ha organizzato la prima Giornata nazionale dello Sbattezzo, a cui hanno aderito 1.032 persone.
Il 25 ottobre 2009 si è svolta la Seconda giornata nazionale dello sbattezzo, che ha visto la partecipazione di 820 persone.
La terza giornata nazionale dello sbattezzo si è svolta il 25 ottobre 2010, alla quale hanno aderito 485 partecipanti.
Sia nel 2009 che nel 2010 il Circolo UAAR di Roma ha effettuato lo sbattezzo nei locali del centro sociale Acrobax, presso l'ex Cinodromo di ponte Marconi.
Al 2011 l'UAAR stima che siano all'incirca 20.000 le persone che si sono sbattezzate.
Dal 2010 l'associazione ha attivato il sito Sbattezzati.it (precedentemente "Sbattezzo Counter"), sul quale si può pubblicare la risposta dell'autorità ecclesiastica alla propria richiesta di sbattezzo, si può anche visualizzare una “mappa” degli sbattezzi e consultare delle statistiche al riguardo. I documenti caricati, dopo la riapertura avvenuta nel 2021 per adeguamento alla normativa sulla riservatezza dei dati, superano il numero di millesettecento.

### Ateobus

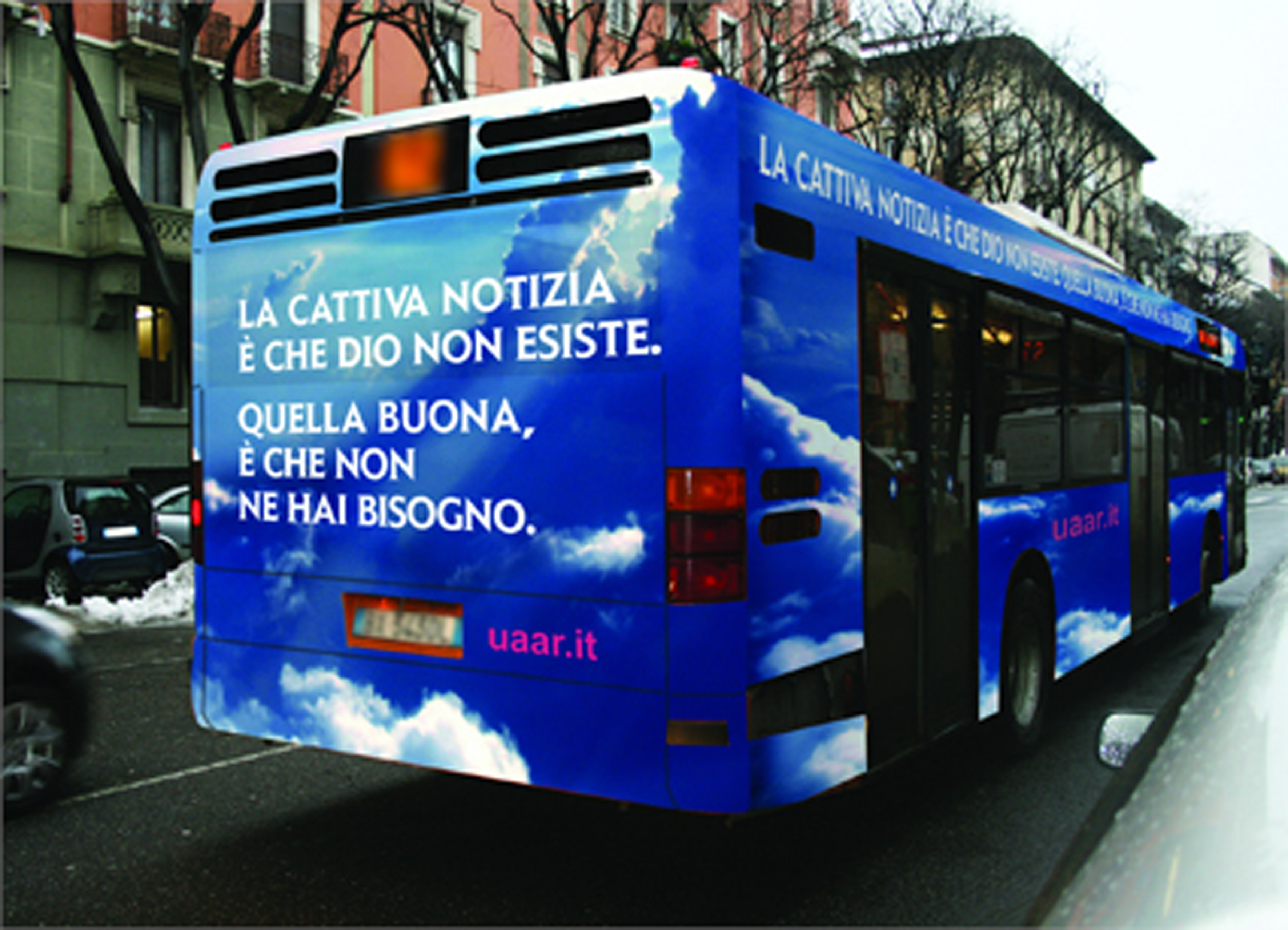
La Campagna degli autobus atei avrebbe dovuto affiggere un messaggio scelto dall'UAAR sugli autobus di Genova; il messaggio "La cattiva notizia è che Dio non esiste. Quella buona, è che non ne hai bisogno" fu però rifiutato dalla società concessionaria IGPDecaux.

La campagna degli autobus atei (autobus dei mezzi pubblici che propagandano tramite messaggi pubblicitari applicati sulla loro carrozzeria una visione atea della vita e del mondo) dell'associazione inglese British Humanist Association è stata importata in Italia proprio dalla UAAR, che ne ha finanziato una campagna che sarebbe dovuta partire il 4 febbraio 2009 a Genova, su alcuni autobus dell'AMT.
Lo slogan della campagna ("La cattiva notizia è che Dio non esiste. Quella buona, è che non ne hai bisogno") è stato tuttavia rifiutato dalla società concessionaria per la pubblicità, la IGPDecaux, secondo motivazioni basate sul Codice di autodisciplina pubblicitaria dell'IAPo. L'UAAR ne ha allora proposto uno nuovo, ("La buona notizia è che in Italia ci sono milioni di atei. Quella ottima, è che credono nella libertà di espressione"), per la sola città di Genova, che è stato accettato. Nelle altre città l'UAAR ha tentato, senza successo, di riproporre lo slogan originale.
L'associazione ha quindi deciso di proseguire la campagna tramite l'affissione di alcuni manifesti in diverse città. L'iniziativa è partita da Pescara, dove il circolo locale di Forza Nuova ha pubblicamente minacciato di rimuoverli sistematicamente. Successivamente, i manifesti sono comparsi a Cernusco sul Naviglio, Venezia-Mestre, Modena, Reggio Emilia, Papozze. Qui i manifesti sono stati oggetto di rimozione e sequestro da parte dell'autorità giudiziaria, azione criticata dal sindaco del paese.
L'UAAR ha in seguito elaborato un terzo, nuovo slogan, tramite un sondaggio sul proprio sito. Tale slogan, "La buona notizia è che anche Zeus non esiste. Quella cattiva, è che solo di Zeus puoi dirlo", è stato riproposto alla IGPDecaux, che non lo ha rigettato chiedendo però la rimozione della frase di accompagnamento alla firma: "Liberi di non credere in Dio", richiesta respinta dall'UAAR.
La campagna si è conclusa con l'acquisto di una pagina pubblicitaria sul quotidiano Repubblica e con la realizzazione di uno spot radiofonico.

### Altre campagne pubblicitarie

Cartellone pubblicitario affisso a Roma

All'inizio del 2011 l'UAAR ha comprato un'intera pagina sui settimanali Espresso, Venerdì di Repubblica, Internazionale e Left nell'ambito di una campagna per l'ora alternativa, il cui slogan era “Non c'è più religione. Per chi non la vuole”.
Alla fine del 2011 ha realizzato dei maxiposter sui costi pubblici della Chiesa il cui slogan era “Con 6 miliardi l'anno, l'Italia farebbe miracoli”. A Napoli, in occasione delle celebrazioni per il santo patrono, sono stati affissi con lo slogan “6 miliardi l'anno alla Chiesa. Ecco la vera miracolata da san Gennaro”.
Nel 2014 una nuova campagna, Viviamo bene senza D, è stata realizzata in diverse città italiane. I maxiposter riportavano la parola “Dio” con la D barrata, e il messaggio “Dieci milioni di italiani vivono bene senza D. E quando sono discriminati, c'è l'Uaar al loro fianco”.

### Occhiopermille
A partire dal 2007, con il nome Otto per mille informati poi modificato nel 2009 con Occhiopermille, l'UAAR ha attivato una campagna di informazione sui fondi raccolti con l'Otto per mille. Lo scopo della campagna è di informare i cittadini circa il meccanismo con cui vengono assegnati questi fondi che secondo l'UAAR privilegerebbe soprattutto la Chiesa cattolica.
Per questa campagna l'UAAR ha realizzato un video, Intervista doppia al cinque e all'otto per mille, che ha superato le 75.000 visualizzazioni su YouTube.

### Ora alternativa
Oltre all'iniziativa giuridica l'Uaar ha aperto una sezione del suo sito dedicandola “a chi (genitore, studente, insegnante), interessato alle attività formative alternative previste dalla legge, incontra difficoltà normative, finanziarie e organizzative che ne impediscono l'attuazione”, nel quale condividere risorse finalizzate all'ora alternativa. Per tale campagna sono stati realizzati anche quattro mini-spot.

## Eventi organizzati dall'UAAR
Liberi di non credereIl 19 settembre 2009 l'UAAR ha organizzato “Liberi di non credere – primo meeting nazionale per un paese laico e civile”. All'iniziativa, svoltasi a piazzale Ankara a Roma, hanno partecipato circa 500 persone.
In un mondo senza DioTra il 5 e l'8 maggio 2011 l'UAAR ha organizzato al Palazzo Ducale di Genova un convegno internazionale sulle concezioni etiche non confessionali, in collaborazione con la Federazione Umanista Europea. Ai convegni sono intervenuti Laura Balbo, Freddy Boeykens, Gilberto Corbellini, Carlo Flamigni, Giulio Giorello, A.C. Grayling, Margherita Hack, Telmo Pievani, Nicola Piovani, Simone Pollo, Valerio Pocar.
Scopri quanto sei cattolico?Creato nel 2011, è una piattaforma online sulla quale chi vuole verificare la propria aderenza al magistero ecclesiastico può compilare un test di ventinove domande, al termine del quale gli sarà presentato un profilo di tipologia religiosa coerente con le risposte fornite.
Sacrosante risateA fine 2013 l'UAAR ha dato vita a Genova a una mostra di vignette satiriche sulla religione, presentando opere di Altan, Bandanax, Massimo Bucchi, Stefano Disegni, Ellekappa, Giorgio Franzaroli, Roberto Mangosi, Danilo Maramotti, Alberto Montt, Sergio Staino e Vauro. Nel 2014 la mostra è diventata itinerante toccando diverse città.
Settimana anticoncordatariaA partire dal 2000 l'UAAR organizza un evento chiamato Settimana Anticoncordataria, che si svolge a Roma tra l'11 e il 18 febbraio: l'11 febbraio 1929 vennero firmati da Mussolini e dal cardinale Gasparri i Patti Lateranensi, mentre il 18 febbraio 1984 venne siglato il nuovo concordato, firmato da Craxi e dal cardinale Casaroli, segretario di Stato vaticano, patto che ha siglato l'abolizione della religione di Stato ma ha introdotto l'istituto dell'Otto per mille sull'IRPEF del quale l'UAAR chiede l'abolizione.
Altri anniversari cadono in questo intervallo, tra cui quello della nascita di Charles Darwin (12 febbraio) e quello del rogo in Campo de' Fiori a Roma di Giordano Bruno (17 febbraio 1600).
La Settimana Anticoncordataria è un'occasione per discutere sulla laicità in Italia e su argomenti come la libertà di coscienza e di religione, l'autodeterminazione dell'uomo, la libertà sessuale, il ruolo femminile nella società, la libertà di ricerca scientifica, grazie anche a un comitato di presidenza onoraria dell'associazione che vede tra i suoi componenti personalità della scienza e della cultura come l'astrofisica Margherita Hack, il matematico Piergiorgio Odifreddi e l'esperto di bioetica Valerio Pocar. Dal 2004 nel corso della suddetta Settimana l'UAAR organizza, in prossimità del 12 febbraio, anche il Darwin Day, novità per l'Italia ma molto diffuso altrove nel mondo. Nel 2006 tale evento si è tenuto, sempre a cura dell'UAAR, in varie città d'Italia, tra cui Roma, Torino, Pisa, Verona, Genova, Bari e Lecce.
La laicità indispensabileIl 30 novembre e il 1º dicembre 2003 l'UAAR ha organizzato presso la Sala dei Dioscuri al Quirinale, a Roma, il convegno La laicità indispensabile, una conferenza internazionale sponsorizzata dalla FHE e patrocinata dall'Ufficio per le Politiche della Multietnicità del Comune di Roma, nel quale hanno preso la parola giuristi affermati, rappresentanti del Senato della Repubblica e della Camera dei Deputati e ospiti internazionali.. Dal 2011 si svolge a Venezia.

## Pubblicazioni

### RivistaNessun Dogma
A partire dal 1996 l’Uaar ha diffuso un trimestrale associativo (dal 2003 bimestrale), L’Ateo. Nel 2019 il periodico ha cessato le pubblicazioni e, nel gennaio 2020, l’Unione ha lanciato la rivista Nessun Dogma - Agire laico per un mondo più umano. Nel comunicato stampa di presentazione si afferma che «la rivista è pensata per un pubblico che non si accontenta dell’informazione mainstream, spesso intrisa di clericalismo», sperando di rappresentare «il giornale di cui sentivate la mancanza, che corrisponde a ciò che volevate, in cui avete scoperto quello che speravate di trovare».
Il primo numero, di 60 pagine, è stato messo a disposizione gratuitamente online, raffigura in copertina DJ Fabo e contiene, tra gli altri, un articolo di Franco Grillini e interviste a Nicola Colaianni, Silvia Bencivelli e Amin Maalouf. La rivista si presenta divisa in quattro sezioni: laicità, associazione, scienza e cultura.

### BlogA ragion veduta
Il primo marzo 2005 l’Uaar ha creato uno spazio, Uaar Ultimissime, che inizialmente si limitava a riprendere notizie di altre fonti. Con il tempo è diventato un blog tra i più seguiti in Italia, su cui sono pubblicati i punti di vista dell’associazione sui temi d’attualità, i comunicati stampa, le "clericalate della settimana" e, mensilmente, le "Buone novelle laiche". Nel 2013 il suo nome è diventato A ragion veduta.

### Progetto editorialeNessun Dogma
All'inizio del 2012 è stato avviato il progetto editoriale Nessun dogma, attraverso il quale l'associazione ha pubblicato oltre quaranta titoli tra i quali (in quattro volumi) L'ateismo e la sua storia in Occidente di Fritz Mauthner, Homo credens di Michael Shermer, Il multiculturalismo e i suoi critici di Kenan Malik, O scienza o religione di Jerry A. Coyne, L’islam e il futuro della tolleranza di Sam Harris e Majid Nawaz, Pagine laiche di Valerio Pocar, Libro illustrato di argomentazioni errate di Ali Almossawi e Alejandro Giraldo, Il vento fra i capelli di Masih Alinejad.
Nel 2016 il progetto editoriale è stato insignito dalla Direzione generale Biblioteche e Istituti culturali del Ministero dei beni culturali di un Premio speciale per la traduzione «per l’alto livello qualitativo delle traduzioni, all’insegna della diffusione in Italia della cultura laica».
Nel 2020 è stata inaugurata, sotto la direzione di Adele Orioli, la collana IURA, con il proposito di rendere fruibili testi giuridici specialistici legati al diritto di libertà di religione inteso anche e soprattutto come diritto alla libertà di non averne alcuna.

## Premi e riconoscimenti istituiti dall'UAAR

### Premio Brianalla Mostra del Cinema di Venezia

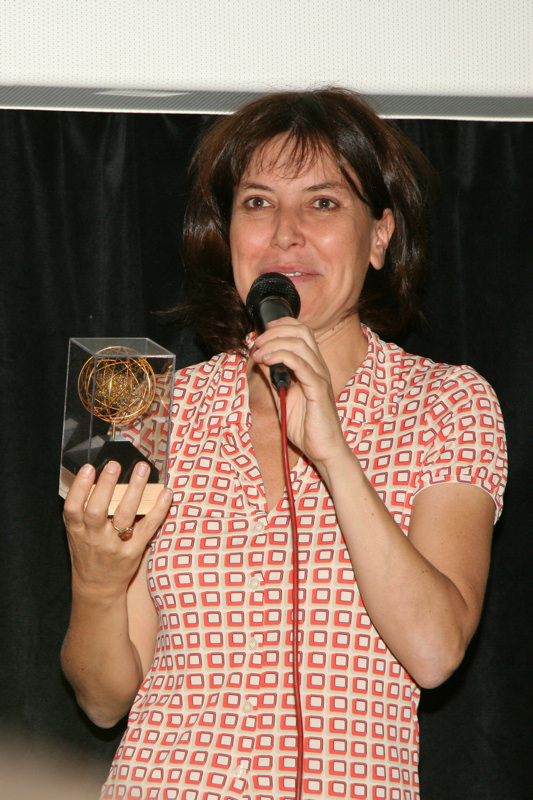
Sabina Guzzanti riceve il "Premio Brian" UAAR a Venezia

In occasione della 63ª Mostra internazionale d'arte cinematografica di Venezia del 2006 l'UAAR presentò un riconoscimento che intende premiare «un film che evidenzi ed esalti i valori del laicismo, cioè la razionalità, il rispetto dei diritti umani, la democrazia, il pluralismo, la valorizzazione delle individualità, le libertà di coscienza, di espressione e di ricerca, il principio di pari opportunità nelle istituzioni pubbliche per tutti i cittadini, senza le frequenti distinzioni basate sul sesso, sull'identità di genere, sull'orientamento sessuale, sulle concezioni filosofiche o religiose».
La prima edizione del premio, consistente in un globo d'oro contenente sfere di vetro, opera di Giovanni Corvaja, fu assegnato dalla giuria al film Azuloscurocasinegro (Blu scuro, quasi nero) di Daniel Sánchez Arévalo, un giovane regista spagnolo, con la seguente motivazione: «Questo bel film mostra con realismo e umorismo come la vita, i sentimenti, i desideri siano troppo complessi per essere ingabbiati nell'asfittico modello della "famiglia naturale" cara alle religioni. La Spagna contemporanea dà un'ulteriore indicazione per affrontare in modo aperto e laico un mondo che cambia».
Nel 2007 fu organizzato tra i visitatori del sito ufficiale dell'associazione un sondaggio per determinare il nome da assegnare al premio.
Il nome più votato risultò essere "Premio Brian" (ispirandosi al film Brian di Nazareth dei Monty Python).
Il primo riconoscimento con tale nome fu ufficialmente consegnato a Sabina Guzzanti per il suo film Le ragioni dell'aragosta, alla 64ª Mostra del 2007.
Nel 2008 il premio fu assegnato a Khastegi (Tedium) del regista iraniano Bahman Motamedian che però lo rifiutò.
Negli anni successivi il premio andò ai film Lourdes di Jessica Hausner (2009), I baci mai dati di Roberta Torre (2010), Le idi di marzo di George Clooney (2011); il 2012 vide premiato Marco Bellocchio con il suo Bella addormentata, liberamente ispirato al caso Eluana Englaro sul tema dell'eutanasia; l'anno seguente il premio andò a Philomena di Stephen Frears e nel 2014 a Mita Tova - The Farewell Party, film israeliano di Tal Granit e Sharon Maymon, anch'esso incentrato sull'eutanasia. Nel 2015 il premio fu assegnato al film fuori concorso Il caso Spotllight sullo scandalo dei preti pedofili nella diocesi di Boston. Nel 2016 fu la volta di La ragazza del mondo, film di Marco Danieli sul mondo dei Testimoni di Geova. Nel 2017 la giuria dell'Uaar premiò il film francese Les bienheureux, nel 2018 Sulla mia pelle e nel 2019 la pellicola araba The perfect candidate. L'edizione 2020 del premio è andata a Quo vadis, Aida? di Jasmila Žbanić. Ad aggiudicarsi il premio del 2021 è stata la regista Audrey Diwan per il film La scelta di Anne - L'Événement. Il premio 2022 è stato assegnato a Il signore delle formiche di Gianni Amelio, quello del 2023 a “Tatami” di Guy Nattiv e Zar Amir Ebrahimi, quello del 2024 a “La stanza accanto” di Pedro Almodóvar.
Ancora nel campo cinematografico nel 2011 l'UAAR finanziò parzialmente, tradusse e sottotitolò in italiano e infine, nel 2014, distribuì in Italia il film franco-tunisino Laïcité, Inch'Allah! di Nadia El Fani.

### Premio di laurea UAAR
Dal 2007 l'UAAR assegna annualmente tre premi che consistono in un assegno di 1000 euro da assegnarsi a tre studenti meritevoli laureatisi con una tesi considerata di notevole pregio e coerente con gli scopi sociali dell'UAAR. Possono concorrere tutti coloro che presentino la propria tesi tra il 1º luglio dell'anno precedente a quello di assegnazione al 30 giugno di quello di assegnazione. I vincitori della prima edizione sono stati:
- Chiara Pietroni, di Macerata (Università di Macerata):  Paul Henri Thiry d'Holbach: Il buon senso;
- Michela Porcu, di Cagliari (Università di Siena): L'etica laica e l'etica cattolica in bioetica: un confronto tra paradigmi;
- Mauro Vinci, di Monopoli (Università di Bari): La pedagogia tra messaggio cattolico e messaggio laico.

Negli anni successivi sono stati assegnati oltre 40 premi.

## Altre attività
Sos laicitàÈ uno sportello informatico attivato nel 2000, attraverso cui l'associazione presta “una consulenza quotidiana, gratuita e confidenziale ai cittadini vittime o testimoni di prevaricazioni religiose o di violazioni della laicità dello Stato”.
BibliotecaLa biblioteca dell'UAAR consiste di un patrimonio librario di oltre cinquemila volumi e fa parte del Sistema Bibliotecario Nazionale. Aderisce al prestito interbibliotecario.
I costi della ChiesaNel 2011 l'UAAR ha realizzato un'inchiesta per stimare i costi pubblici riconducibili alla Chiesa cattolica. Il documento ha poi dato vita a un sito internet, www.icostidellachiesa.it. La stima di tali costi, periodicamente aggiornata, supera oggi i sei miliardi di euro all'anno.
Cerimonie laico-umanisteIn analogia a quanto fatto da altre associazioni simili nel resto dell'Europa e negli Stati Uniti, l'UAAR propone l'effettuazione di cerimonie prive di connotati religiosi per le persone che intendono celebrare in questo modo i momenti salienti della propria vita.
Assistenza morale non confessionaleL'UAAR è attiva in alcuni ospedali italiani per assicurare un servizio di “aiuto competente e accurato fornito agli individui atei e agnostici che, all'interno del nosocomio, si interrogano sulle domande esistenziali, come il senso della malattia, della vita e della morte”.
Esperimento di riproduzione della SindoneNel 2009 l'UAAR, con il contributo del CICAP, ha finanziato il tentativo del professor Luigi Garlaschelli di riprodurre un'immagine sindonica con relative macro proprietà fotografiche (tridimensionalità dell'immagine, ecc.), usando tecniche che, secondo Garlaschelli, potrebbero essere molto simili a quelle utilizzate da un eventuale falsario per creare la Sindone di Torino nel XIV secolo. Sebbene l'esperimento non sia stato ancora sottoposto a indagine scientifica, al fine di avvalorarne o invalidarne i risultati, è stato oggetto di diverse critiche e polemiche, a seguito della discreta copertura mediatica ricevuta.

## Controversie e critiche
Il 19 maggio 1998 il quotidiano cattolico Avvenire ha pubblicato un resoconto del congresso UAAR di Trento, dal titolo “Gli ultimi atei”, in cui si sottolineava l'esiguità del suo numero di soci: «meno dei panda in Cina».
Il 13 gennaio 2009, commentando al TG5 la campagna ateobus, monsignor Rino Fisichella ha definito l'UAAR «uno sparuto gruppetto di intellettuali che pretendono di essere intelligenti perché fanno professione di ateismo».
Il 19 gennaio 2009 inizia una polemica con MicroMega, dopo che Pierfranco Pellizzetti definisce gli ateobus «una vera e propria sciocchezza». L'articolo genererà una risposta via lettera dell'UAAR, e una controrisposta di Pellizzetti.
Il 5 novembre 2009, intervenendo alla trasmissione La vita in diretta, in onda su RaiUno, l'allora ministro Ignazio La Russa, riferendosi agli esponenti UAAR presenti in trasmissione in occasione della prima sentenza della Corte Europea dei Diritti dell'Uomo, esclamò: «Possono morire. Loro e quei finti organismi internazionali che non contano nulla».
Nel 2010, presentando la Fondazione “Cortile dei Gentili”, dedicata al dialogo con i non credenti, monsignor Gianfranco Ravasi, presidente del Pontificio consiglio per la cultura, ha affermato di non volere coinvolgere l'UAAR, in quanto “folcloristica”.
Sempre nel 2010 don Mario Pieracci, intervenendo alla trasmissione La vita in diretta, in onda su RaiUno, ha sostenuto che «il problema di fondo oggi è l'UAAR [...] Lo stato permette tutto e non permetterebbe gli atei perché gli atei non avendo una religione non potrebbero esistere come associazione. Quindi sarebbero pure illegali e illeciti secondo il mio punto di vista».
Il 20 settembre 2010 la delegazione dell'associazione che si avviava a presenziare alla celebrazione della presa di Porta Pia è stata fermata dalla Digos, secondo un'opinione, per la contemporanea presenza in piazza del cardinale Tarcisio Bertone.